# Muriel de la Fuente
Muriel de la Fuente è un comune spagnolo di 85 abitanti situato nella comunità autonoma di Castiglia e León.